# Варненский технический университет
Варненский технический университет (болг. Технически университет Варна) до 1995 (ВМЭИ-Варна) (Высокий машино-электрический институт в городе Варна) — один из пяти университетов болгарского города Варны.

## История
Варненский технический университет — преемник технического факультета Варненского государственного университета. Основан в 1962 году. Первоначальное название — (МЭИ-Варна) (Машино-электрический институт в городе Варна). В первый учебный год 1963/1964 на трёх факультетах университета (механическом, электротехническом, судостроительном) обучались 1140 студентов.
Институт аккредитован как (ВМЭИ-Варна) (Высший машино-электрический институт в городe Варна) в ближайшие годы после разработки и научно-исследовательских материалов. В 1995 году Технический университет — Варна стала официальным названием учреждения.

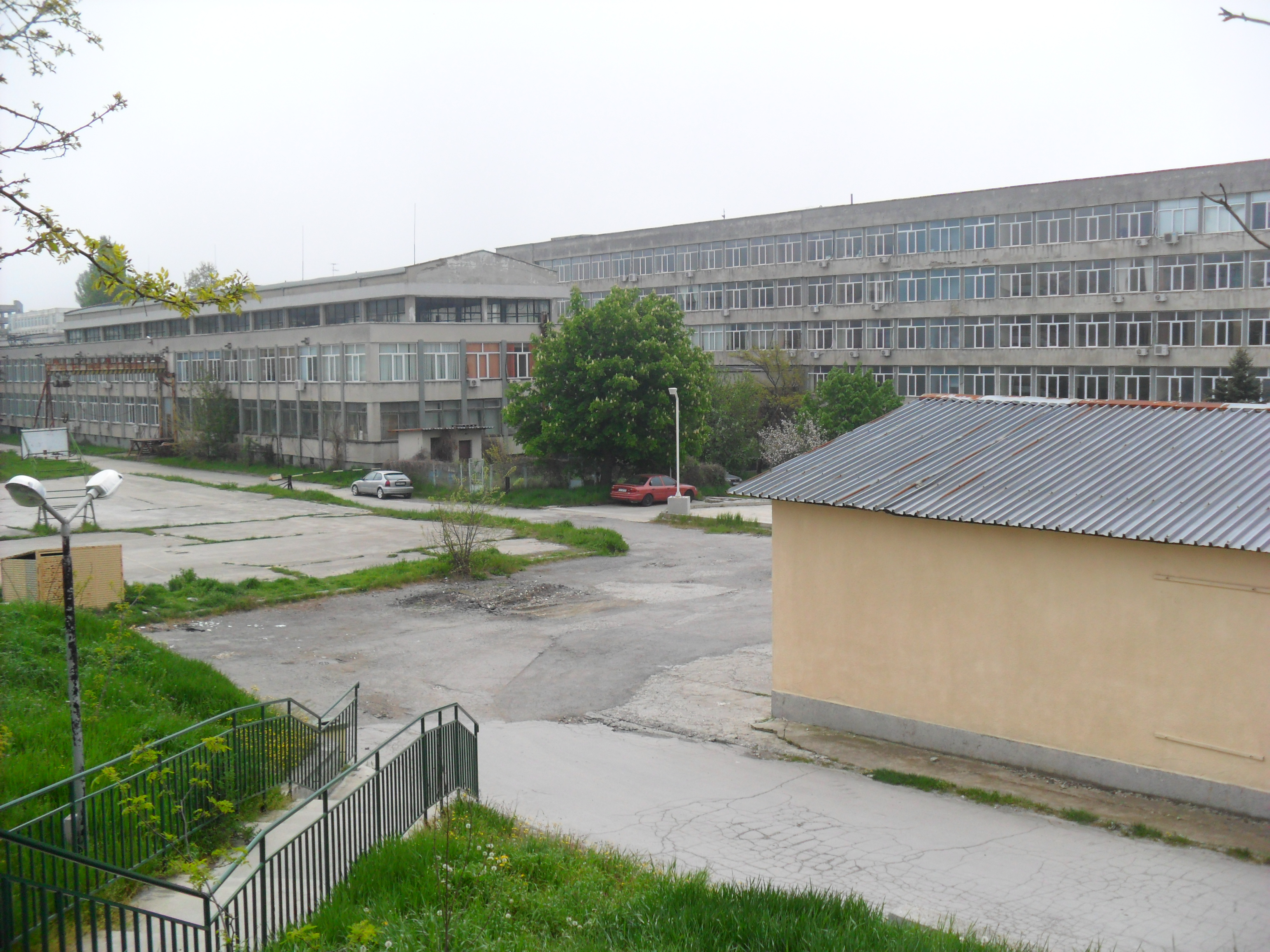
Машино- и кораблестроительный факультет

## Структура

### Машиностроительный факультет
Основан в 1962 году. Сегодня декан факультета — проф. Ангел Димитров.

### Электротехнический факультет
Основан в 1962 году. Сегодня декан факультета — проф. Маринела Йорданова.

### Судостроительный факультет
Основан в 1962 году. Сегодня декан факультета — проф. Пламен Дичев.

### Факультет электроники
Основан в 1990 году. Сегодня декан факультета — проф. Розалина Димова.

### Факультет вычислительной техники
Основан в 1989 году. Сегодня декан факультета — проф. Петър Антонов.

### Факультет морских наук
Основан в 2012 году. Сегодня декан факультета — проф. Николай Минчев.

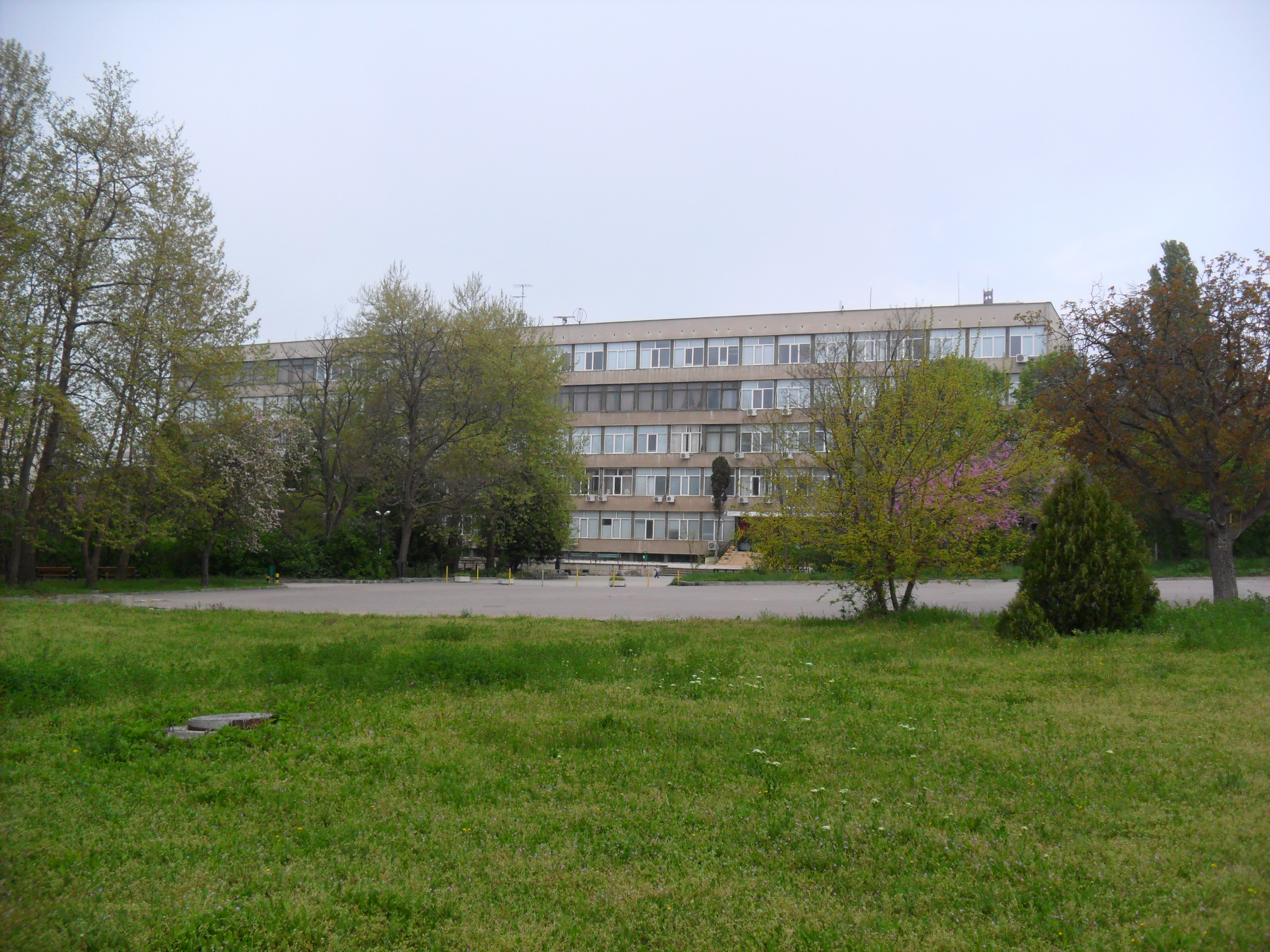
Здание электротехнического факультета

## Руководство по эксплуатации
- Проф. Росен Василев — ректор
- Проф. Маргрета Василева — проректор по академическим вопросам
- Проф. Николай Минчев — проректор по наука и прикладных научных исследований
- Проф. Тошко Петров — проректор по международному сотрудничеству и европейской интеграции
- Проф. Цена Мурзова — проректор по аккредитации и развитию

## Ректоры университета
- з. д.т. проф. к.т. н. инж. Марин Опрев — (1963—1967)
- з. д.т. проф. к.т. н. инж. Петър Пенчев — (1967—1973)
- проф. инж. Лефтер Лефтеров — (1973—1979)
- з. д.т. проф. д.т. н. инж. Емил Станчев — (1979—1985)
- проф. д.т. н. инж. Дончо Донев — (1985—1986)
- проф. д.т. н. инж. Димитр Димитров — (1986—1991)
- проф д.т. н. инж. Асен Недев — (1991—1999)
- проф. д-р инж. Стефан Барудов — (1999—2007)
- проф. д-р инж. Овид Азаря Фархи — (2007—2015)
- проф. д-р инж. Росен Василев — (2015—)

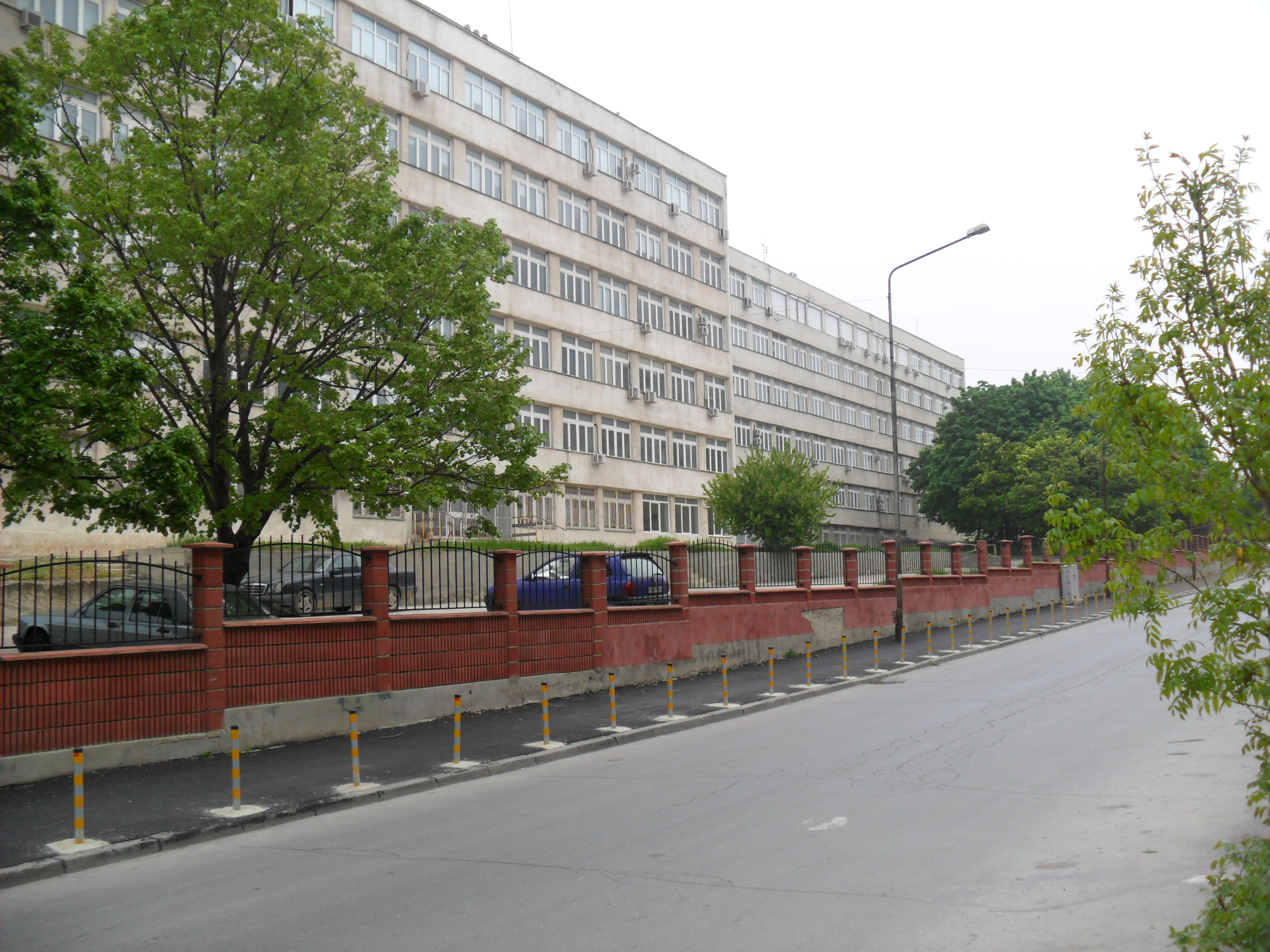
Строительство здания Новой школы